# Sara Norte
Sara Sofia Gaspar Branco Norte Ribeiro (Lisboa, 8 de Abril de 1985) é uma atriz e escritora portuguesa. É filha dos actores Vítor Norte e Carla Lupi. Ficou conhecida pela sua participação como criança na série "Médico de Família" em 1998, na SIC.  

## Biografia
Sara Norte estreou-se em publicidade aos 4 anos. O seu primeiro anúncio foi um detergente da loiça Super Pop Limão. A fama chegou quando a atriz tinha 12 anos. A sua família, juntamente com ela, foram ao programa Super Bebés da RTP com apresentação de Alexandra Lencastre. Piet-Hein, na altura, diretor da Endemol, comentou com Sara Norte que iria haver um casting para crianças, procurando atores para uma nova série. Assim, surgiu a série da SIC, Médico de Família.
Em 2015 participou no reality show A Quinta na TVI.
Desde 2013 fez algumas pequenas aparições no cinema e televisão e teatro. O pai de Sara, em abril de 2023 lamentou a falta de oportunidades que a filha tem na representação e em setembro de 2024 afirmou que o talento da filha é menosprezado pelas diferentes áreas artísticas em Portugal.

## Televisão
| Ano             | Projeto                             | Papel                   | Notas                   | Canal |
| --------------- | ----------------------------------- | ----------------------- | ----------------------- | ----- |
| 1989            | Rua Sésamo                          | Criança no genérico     | Figuração Especial      | RTP1  |
| 1996            | Polícias                            | Filha de Sebastião      | Participação            | RTP1  |
| 1997 - 2000     | Médico de Família                   | Mariana Melo            | Elenco Principal        | SIC   |
| 2000            | Uma Aventura na Quinta das Lágrimas | Sátia                   | Participação Especial   | SIC   |
| 2000            | Crianças SOS                        | Idália                  | Participação Especial   | TVI   |
| 2002            | Lusitana Paixão                     | Sofia Cohen             | Elenco Principal        | RTP1  |
| 2007 - 2008     | Morangos com Açúcar                 | Joana                   | Elenco Principal        | TVI   |
| 2013            | Bem-Vindos a Beirais                |                         | Elenco Adicional        | RTP1  |
| 2013 - 2014     | Os Nossos Dias                      | Francisca Cunha Avillez | Elenco Principal        | RTP1  |
| 2014            | Mulheres de Abril                   | Rosa Ferreira (Jovem)   | Protagonista            | RTP1  |
| 2014 - 2015     | Água de Mar                         | Liliana Guedes          | Elenco Principal        | RTP1  |
| 2015            | A Quinta                            | Ela própria             | Concorrente             | TVI   |
| 2018            | Jogo Duplo                          | Rececionista do Hotel   | Elenco Adicional        | TVI   |
| 2018            | 3 Mulheres                          | Prisioneira             | Elenco Adicional        | RTP1  |
| 2019            | Luz Vermelha                        | Andreia (Prostituta)    | Elenco Principal        | RTP1  |
| 2019            | Alma e Coração                      | Médica                  | Elenco Adicional        | SIC   |
| 2019 - 2020     | Golpe de Sorte                      | Branca Lucena           | Elenco Principal        | SIC   |
| 2020            | A Generala                          | Atriz                   | Elenco Adicional (OPTO) | SIC   |
| 2021            | Patrões Fora (2.ª temporada)        | Regina "Gina" Vasinho   | Elenco Adicional        | SIC   |
| 2021 - presente | Passadeira Vermelha                 | Ela Própria             | Comentadora             | SIC   |
| 2022            | Lua de Mel                          | Silvie Castanheira      | Elenco Principal        | SIC   |
| 2022            | 3 Mulheres                          | Prisioneira             | Elenco Principal        | RTP1  |
| 2022            | O Crime do Padre Amaro              | Samorinha               | Elenco Principal        | RTP1  |
| 2023            | Cavalos de Corrida                  | Enfermeira              | Elenco Adicional        | RTP1  |
| 2023            | Conta-me como Foi (8.ª temporada)   | Viviana                 | Elenco Adicional        | RTP1  |
| 2024            | Era Uma Vez na Quinta               | Ela Própria             | Comentadora             | SIC   |

## Cinema
| Ano  | Filme                                           |
| ---- | ----------------------------------------------- |
| 1991 | Feu Adrien Muset (filme francês)                |
| 1999 | Lourdes (filme francês)                         |
| 2001 | A Bomba (filme de Leonardo Vieira)              |
| 2013 | Famel Top Secret (filme de Jorge Monte Real)    |
| 2017 | Fátima (filme de João Canijo)                   |
| 2017 | De Repente, a Vida (filme dr João Albuquerque)  |
| 2020 | A Morte do Super Homem (filme dd João Teixeira) |
| 2020 | Sombra (filme de Bruno Gascon)                  |
| 2021 | Chouriço Santo (filme de Bernardo Antero)       |

## Teatro
| Ano  | Título                                |
| ---- | ------------------------------------- |
| 2003 | Há Vagas Para Raparigas de Fino Trato |
| 2013 | Tu e Eu                               |

## Livros
| Ano  | Título                |
| ---- | --------------------- |
| 2013 | Eu, Sara, Me Confesso |

## Vida pessoal
Em 2010 trabalhava no Deluxe Clube, um bar de striptease, em Lisboa. O pai, Vítor Norte, veio a público referir que não sabia que a filha trabalhava no Deluxe Clube. "Estou estupefacto! Estou chocado (...) Não tenho falado com ela regularmente", afirmou o ator, assumindo preocupação sobre o futuro da filha. Posteriormente, Sara disse que esse trabalho fortaleceu a relação com o pai.
Esteve detida, a cumprir pena em Espanha. Após sair da prisão, voltou a representar a 13 de julho de 2013 no Teatro da Comuna na peça ‘Tu e Eu’.
Em outubro de 2013 iniciou um romance com o futebolista Fábio Paim, que terminou em dezembro do mesmo ano.
Em março de 2015 abriu o restaurante japonês Kitai em Setúbal, que encerrou dois meses depois.
Em 2015, sem projetos na representação desde 2014 Sara Norte decidiu abraçar outra profissão: a de barmaid. Assim, esteve algum tempo a servir ao balcão na discoteca Art, em Lisboa.
Em 2018, sem projetos de trabalhar como atriz, começou a trabalhar numa loja de produtos japoneses.
Em 2020, esteve a trabalhar como assistente operacional numa escola. Em 2021, estava a servir às mesas num restaurante de praia na Trafaria, em Almada.
Em 2021, assumiu sofrer de um Transtorno obsessivo-compulsivo e de endometriose.
Em março de 2024, passou a ser relações públicas de uma clínica de tratamentos capilares e serviços de emagrecimento.
Em novembro de 2024 revelou que é bissexual.
A 01 de maio de 2025 realizou um casamento, apenas simbólico, com Vasco Cruz, permanecendo solteira.

### Acusada de destruir casa
Em 2010, Sara foi acusada de danos e de abuso de confiança, já que durante os seis meses que habitou uma casa que arrendou, nunca pagou a renda, no valor de 500 euros mensais. Quando o contrato acabou, Sara nunca devolveu a chave do imóvel. Simplesmente abandonou-o. Quando a proprietária lá chegou viu que tinha sido tudo destruído deliberadamente. A casa ficou inutilizada, devastada com verdadeiros actos de vandalismo, buracos nas portas, cabos eléctricos arrancados, tubos de canalização entupidos, paredes escritas, mobiliário e vidros partidos. Na altura, a proprietária do imóvel ameaçou levá-la a tribunal. A promessa foi cumprida e a primeira audiência esteve marcada para o dia 3 de fevereiro de 2012, tendo sido adiada para junho de 2012..

### Condenação em Espanha
Em 6 de fevereiro de 2012, Sara Norte foi detida em Algeciras (Espanha) com 800 gramas de haxixe no estômago. A atriz regressava com dois amigos (um deles menor) de uma viagem a Marrocos e foi interceptada na fronteira pela polícia espanhola. Sara Norte ficou imediatamente detida porque já tinha antecedentes criminais naquele país pelo crime de tráfico de droga. Após ter sido detida recusou a ajuda do Consulado português em Sevilha.
Em 21 de Fevereiro de 2012, Sara foi condenada a uma pena de 16 meses de prisão, que foi cumprida no Centro Penitenciário de Botafuegos, em Algeciras.
À pena de 16 meses, juntou-se uma outra de 14 meses de uma condenação anterior pelo mesmo crime e também em Algeciras. A pena anterior de 14 meses ficou suspensa, com a condição de a atriz não voltar a incorrer em novo delito. Ao ser novamente condenada, a suspensão da primeira pena foi revogada, pelo que tem de cumprir dois anos e meio de prisão numa cadeia espanhola. Sara Norte saiu da prisão em 4 de junho de 2013, depois de passar 486 dias encarcerada.
Em entrevista à RTP, revelou que realizou mais de 30 viagens a Marrocos e que ganhava mil euros por cada uma e ingeria 100 bolas de haxixe de cada vez. Também afirmou que não se considera traficante, mas "mula".
Em setembro de 2013, Sara Norte apresentou o seu livro, “Eu, Sara, Me Confesso“, onde recorda os 16 meses que passou na prisão.